# Reggie Fils-Aimé
Reginald Fils-Aimé (El Bronx, Nueva York, 25 de marzo de 1961), más conocido como Reggie Fils-Aimé, es un empresario estadounidense de origen haitiano, conocido por haber sido presidente y jefe de operaciones de Nintendo of America, división de Nintendo, desde 2006 hasta 2019. Antes de su ascenso a presidente y jefe de operaciones, Fils-Aimé era el vicepresidente ejecutivo de Ventas y Marketing. Empezó a popularizarse después de su aparición en la conferencia de prensa de Nintendo del E3 2004.

## Biografía
Reggie Fils-Aimé nació en el seno de una familia de inmigrantes haitianos, que se trasladaron a los Estados Unidos debido a un conflicto político con los abuelos de Fils-Aimé. Nació en Bronx y se graduó en el Brentwood High School del estado de New York y fue aceptado en la Universidad de Cornell en 1979. durante su estancia en Cornell, fue miembro de Phi Sigma Kappa. Obtuvo el Bachelor of Science en Economía Aplicada en 1983.

### Inicio de su carrera
Después de recibir su título, Fils-Aimé ocupó un cargo en Procter & Gamble. Seguidamente, tomó la posición de director sénior de marketing nacional en Pizza Hut, lanzando al mercado la Bigfoot Pizza y la Big New Yorker.
Fils-Aimé trabajó como jefe de marketing para Guinness en los EE. UU. y fue responsable de todas las marcas. También trabajó como jefe de marketing en Derby Cycle Corporation, dirigiendo las ventas y las campañas de marketing para ocho marcas. Fils-Aimé también trabajó como director general y supervisor de Raleigh U.K. durante seis meses en 1999.
Luego se unió al servicio líder en el mundo de comida china, Panda Management Co., ocupando el cargo de vicepresidente. Después, ocupó el mismo cargo en VH1, siendo el responsable de un incremento del 30% en las audiencias reenfocando el contenido del canal para atraer espectadores jóvenes.

### Nintendo
Fils-Aimé se unió a Nintendo en diciembre de 2003 como vicepresidente ejecutivo de ventas y marketing, siendo responsable de todas las ventas y las actividades de mercadotecnia en Estados Unidos.
El 25 de mayo de 2006, Fils-Aimé se convirtió en el presidente y jefe de operaciones de Nintendo of America después que el presidente anterior, Tatsumi Kimishima, fuera trasladado a su nuevo puesto como presidente de la junta directiva y jefe de operaciones. Fils-Aimé es el primer americano en ocupar este puesto.
Fils-Aimé saltó a la fama en mayo de 2004, abriendo la conferencia de prensa de Nintendo durante el E3 2004, diciendo: «My name is Reggie. I'm about kickin' ass, I'm about takin' names, and we're about makin' games for Nintendo.» («Mi nombre es Reggie. Voy a patear traseros, decir nombres y vamos a hacer juegos para Nintendo.»)
Sus ademanes teatrales, que se contradicen con la tradicional imagen "infantil" de Nintendo, le hicieron ganar fama rápidamente, con muchos jugadores calificándolo como Regginator. Después de su primera conferencia, muchas imágenes de él se publicaron en Internet. Reggie está considerado como el responsable de rehacer las relaciones públicas de Nintendo en Estados Unidos, llevando a muchos fanes y miembros de la prensa a denominar su llegada la Reggielution (nombre que deriva de Revolution, el nombre en clave para Wii).
Se le ha atribuido el éxito de Wii por su estrategia de marketing según Clayton Christensen: 

En primer lugar, ¿cómo satisfaces al núcleo —refiriéndose a los jugadores experimentados, llamados hardcore— mientras sigues atrayendo a más gente? Y en segundo lugar, ¿cómo aprovechas en marketing tus puntos fuertes y se los haces llegar a audiencias sin explotar? [...] ofreciendo un nuevo producto con un rendimiento inferior en una industria acostumbrada al "progreso", y sustituirlo por una alternativa que normalmente es más pequeña, menos costosa y más fácil de usar. Al principio, el "núcleo" de cualquier industria se burlaría. Pero si el producto está bien hecho, conseguirás una nueva definición de progreso al atraer al suficiente número de usuarios.

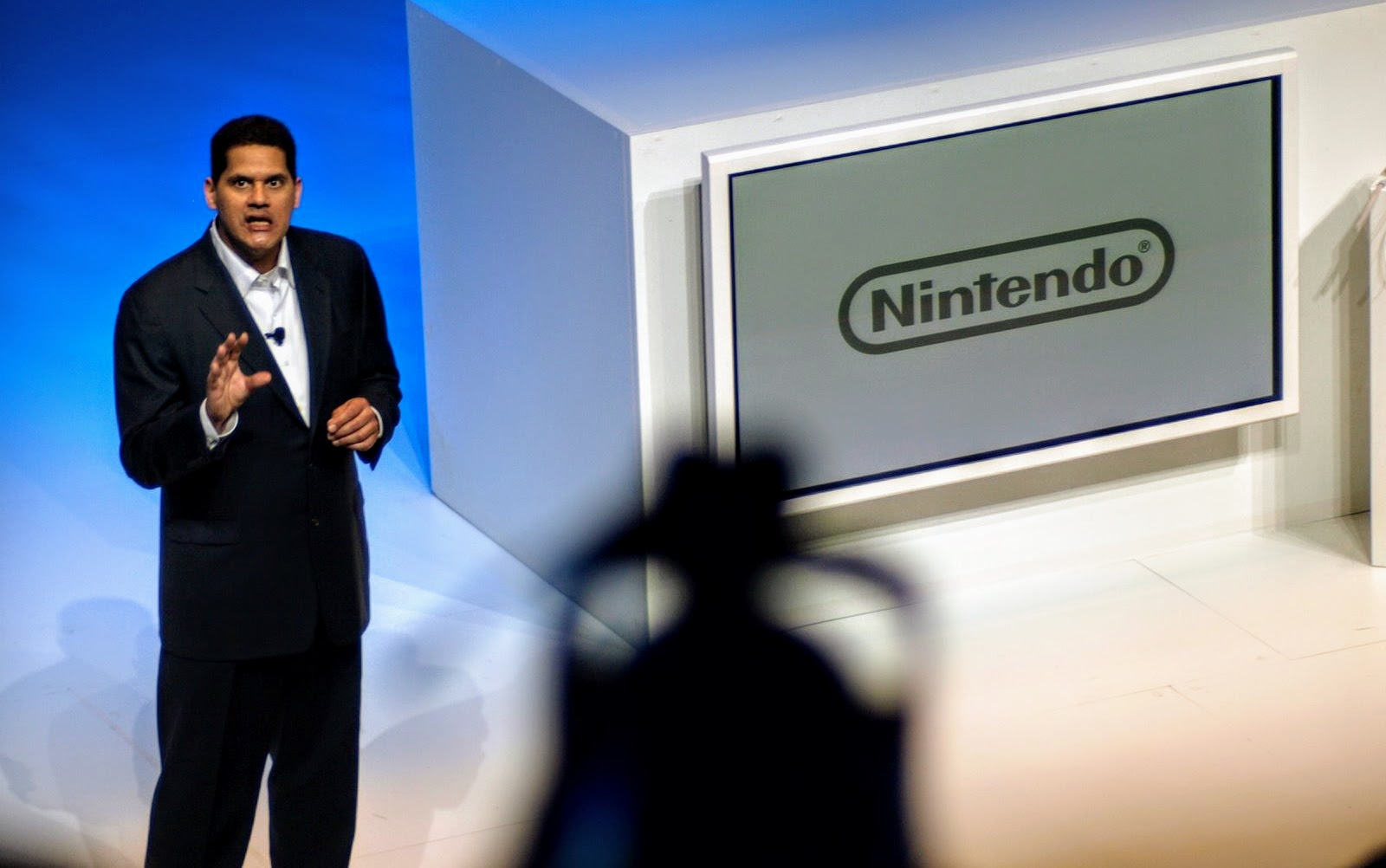
Reggie Fils-Aimé, durante la conferencia de Nintendo en el E3 2009.

En noviembre de 2007, animado por un profesor de la Universidad de Cornell, Fils-Aimé dio una conferencia como invitado sobre la estrategia de marketing de Nintendo enfocada a los jugadores a través del espectro demográfico. Fils-Aimé es miembro del Consejo Asesor del departamento de Comunicación de Cornell.
En julio de 2007, durante la conferencia de Nintendo en el E3 2007, Fils-Aimé salió al escenario para hacer una demostración de Wii Fit. Antes de subir a la Wii Balance Board, exclamó «My body is ready» («Mi cuerpo está listo»), frase que se convirtió en un fenómeno de Internet.
En febrero de 2019, Fils-Aimé anunció su retiro como presidente de Nintendo of America.

### Vida personal
Fils-Aimé estuvo casado y se divorció. Es padre de tres hijos. Mantiene un noviazgo de larga duración con Stacey Sanner, a quien conoció cuando trabajaba en VH1.  Actualmente vive en Seattle, cerca de la sede de Nintendo of America.
El 15 de abril de 2019, Fils-Aimé dejó de ser presidente de Nintendo of America, siendo sustituido por Doug Bowser. Reggie Fils-Aimé formó parte de Nintendo durante 15 años. En un vídeo, anunció su retiro afirmando que no es un "Game Over" para él, sino un "subir de nivel" para pasar más tiempo con su familia.